# Jenny Seagrove
Jennifer Ann Seagrove (Kuala Lumpur, 4 luglio 1957) è un'attrice britannica.
Protagonista in varie miniserie televisive degli anni '80 come A Woman of Substance e Hold the Dream nonché co-protagonista nel film L'albero del male e protagonista nei film Miss Beatty's Children e Non per sport... ma per amore, Seagrove ha ottenuto molti altri ruoli di rilievo sia nel cinema che nella televisione, apparendo in opere come I promessi sposi, Local Hero e Appuntamento con la morte. Nel corso della sua carriera ha lavorato molto anche in ambito teatrale.

## Biografia
Dopo essere apparsa nel cortometraggio nel Dead End 1980, a partire dal 1982 Seagrove inizia a lavorare stabilmente sia in televisione che al cinema, ottenendo dei ruoli nella miniserie The Woman in White e nel film Moonlighting. Sempre nel 1982 ottiene il suo primo ruolo in ambito teatrale, campo in cui tuttavia inizierà a lavorare con maggiore costanza soltanto negli anni '90. Continua per l'intero decennio a lavorare in entrambi gli ambiti, recitando in film di successo come Local Hero e Appuntamento con la morte e ottenendo la parte di protagonista nelle miniserie A Woman of Substance, Diana e Hold the Dream. Nel 1989 interpreta il ruolo della Monaca di Monza in una trasposizione televisiva de I promessi sposi.
Nel 1990 viene diretta da William Friedkin nel film horror L'albero del male: per questo ruolo viene preferita alla futura diva del cinema Uma Thurman. Negli anni successivi di dedica principalmente a film televisivi, seppur ottenendo un ruolo da protagonista al cinema in Miss Beatty's Children. Dal 1993 al 1998 si dedica esclusivamente al teatro, comparendo in svariate produzioni presso teatri di rilievo come Apollo Theatre e Sondheim Theatre. Nel 1999 ritorna al cinema ottenendo il ruolo da protagonista nel film Non per sport... ma per amore, mentre nel 2001 recita nel film Zoe. Negli anni successivi interpreta un personaggio ricorrente nella serie TV Judge John Deed e appare in svariate opere teatrali. Nel corso del decennio successivo continua a dedicarsi principalmente a televisione e teatro,salvo apparire sporadicamente in film come Another Mother's Son e Run for your Life. Nel 2017 recita nella versione teatrale de L'esorcista.

## Filmografia

### Cinema
- Moonlighting, regia di Jerzy Skolimowski (1982)
- Local Hero, regia di Bill Forsyth (1983)
- Savage Islands, regia di Ferdinand Fairfax (1983)
- Appuntamento con la morte (Appointment with Death), regia di Michael Winner (1988)
- L'opera del seduttore (A Chorus of Disapproval), regia di Michael Winner (1988)
- L'albero del male (The Guardian), regia di William Friedkin (1990)
- Bullseye!, regia di Michael Winner (1990)
- Miss Beatty's Children, regia di Pamela Rooks (1992)
- Non per sport... ma per amore (Don't Go Breaking My Heart), regia di Willi Patterson (1999)
- Zoe, regia di Deborah Attoinese (2001)
- Run for Your Life, regia di Ray Cooney e John Luton (2012)
- Another Mother's Son, regia di Christopher Menaul (2017)
- Peripheral, regia di Paul Hyett (2018)
- Off the Rail, regia di Jules Williamson (2021)

### Televisione
- The Woman in White, regia di John Bruce – miniserie TV (1982)
- Crown Court – serie TV, 1 episodio (1982)
- The Brack Report – serie TV, 10 episodi (1982)
- Diana – serie TV, 8 episodi (1983)
- L'ora del mistero (Hammer House of Mystery and Suspense) – serie TV, episodio 1x01 (1984)
- A Woman of Substance, regia di Don Sharp – miniserie TV (1984)
- All'inseguimento dei predatori (In Like Flynn), regia di Richard Lang – film TV (1985)
- I viaggiatori delle tenebre (The Hitchhiker) – serie TV, 1 episodio (1985)
- A Dangerous Kind of Love, regia di Collin Godman – film TV (1986)
- Hold the Dream, regia di Don Sharp – miniserie TV (1987)
- Il segno dei quattro (The Sign of Four), regia di Peter Hammond – film TV (1987)
- I promessi sposi, regia di Salvatore Nocita – miniserie TV (1989)
- Partita con la morte, regia di Thomas J. Wright – film TV (1991)
- Some Other Spring, regia di Peter Duffell – film TV (1991)
- Sherlock Holmes e l'incidente a Victoria Road (Sherlock Holmes: Incident at Victoria Falls), regia di Bill Corcoran - miniserie TV (1992)
- Casualty – serie TV, 1 episodio (2000)
- Peak Practice – serie TV, 1 episodio (2001)
- Judge John Deed - serie TV, 30 episodi (2001-2007)
- Lewis – serie TV, 1 episodio (2009)
- Identity – miniserie TV, 1 episodio (2010)
- Il giovane ispettore Morse (Endeavour) – serie TV, episodio 1x03 (2013)
- X Company – serie TV, 1 episodio (2015)

## Doppiatrici italiane
Nelle versioni in italiano dei suoi film, Jenny Seagrove è stata doppiata da:
- Simona Izzo ne L'albero del male, I promessi sposi
- Micaela Esdra in Appuntamento con la morte
- Liliana Sorrentino ne L'opera del seduttore
- Ada Maria Serra Zanetti in Non per sport... ma per amore
- Antonella Rinaldi ne L'ora del mistero
- Monica Gravina in Partita con la morte
- Alessandra Cassioli in Appuntamento con la morte (ridoppiaggio)